# 1997 في السويد
فيما يلي قوائم الأحداث التي وقعت خلال عام 1997 في السويد.

## أفلام
من الأفلام التي صدرت هذه السنة في السويد:
- 3 أكتوبر – باربرا من إخراج Nils Malmros [الإنجليزية]‏.

## مواليد

### يناير
- 8 يناير – أريك سميث لاعب كرة قدم سويدي.

### ديسمبر
- 16 ديسمبر – زارا لارسون مغنية سويدية.

### فبراير
- 7 فبراير – ألان إدفال (مواليد 1924)
- 15 فبراير – آرني بيرغ (مواليد 1909) درّاج طريق سويدي.

### أبريل
- 12 أبريل – إيفار إريكسون (مواليد 1909) لاعب كرة قدم سويدي.

### يونيو
- 22 يونيو – تيد يرد ستاد (مواليد 1956) موسيقي سويدي.